# Fritz Bartholomae
Friedrich Carl "Fritz" Bartholomae (ur. 29 października 1886 w Krefeld, zm. 12 września 1915 w Kurlandii) – niemiecki wioślarz i żołnierz, brązowy medalista olimpijski. 
Wystąpił na igrzyskach olimpijskich w Sztokholmie w 1912, gdzie niemiecka osada Berliner Ruderverein von 1876 w składzie: Otto Liebing, Max Bröske, Max Vetter, Willi Bartholomae, Fritz Bartholomae, Werner Dehn, Rudolf Reichelt, Hans Matthiae i Kurt Runge zdobyła brązowy medal w ósemkach. W walce o finał Niemcy przegrali z Brytyjczykami z osady Leander Club o 2,4 sekundy. Osada Leander zdobyła ostatecznie złoty medal. Był to jego jedyny start olimpijski.
Kilkukrotnie zdobywał medale mistrzostw kraju w ósemkach: złote w 1910 i 1912 oraz brązowe w 1911 i 1913. Podczas I wojny światowej służył w 3. Kompanii Garde-Reserve-Schützen-Bataillon. Zginął we wrześniu 1915 podczas walk w Kurlandii..
Jego brat, Willi Bartholomae, także był wioślarzem.